# 糞酒
糞酒（韓語：똥술, 야인건술）是使用人、狗、貓或雞的糞便所釀造而成的藥用酒；是一種民間療法，主要用於治療瘀血、腰痛以及強健筋骨。鸡粪酒是中国治疗产后中风的偏方。

## 概要
朝鮮傳統製法為在竹筒上割開一個小洞，將松葉塞入洞裡並放置在廁所中；經過3-4個月之後，竹筒裡就會殘留下清澈的液體。將該液體混入馬格利熟成之後，糞酒便正式完成。另有一速成法則為直接將糞便加入酒中，等待3日便能製成，是称「野人乾酒」（야인건술）；但據說這種速成型的糞酒不但很臭、難以入口外，藥效還十分薄弱。
另一藥方是以童子便泡水一日，過濾後加入煮熟的米和酒麴釀造七天，待產生足夠酒精使糞便中的細菌死亡後即可飲用。此藥方在2015年仍有一名韓醫使用，據稱專治跌打損傷。
除了糞酒外，也有很多其他類似的醫療法。例如朝鮮古醫療書《東醫寶鑑》中也有將白狗屎燒成灰後混入酒中，飲用後可治療腫瘤、腹脹和瘀血的藥方；唐朝的醫療書《千金要方》也紀載了雞糞酒，是利用雞屎白(雞屎)混入酒中製成的。
此外中醫中也有不少以糞便製成的藥方，例如人類糞便混入甘草粉末製成的人中黃，將人類尿液沉澱物乾燥後製成的人中白；《黃帝內經》以及《金匱要略》所記載的夜明砂（蝙蝠糞便）、白丁香（麻雀糞便）、五靈脂（白頰鼯鼠糞便）、望月砂（野兔糞便）和蠶砂（蠶屎）等。

## 外部連結
- 鸡粪酒 （页面存档备份，存于）